# Sabrina (film 1954)
Sabrina – film z 1954 w reżyserii Billy’ego Wildera na podstawie sztuki Sabrina Fair (w Wielkiej Brytanii film ukazał się pod takim właśnie tytułem). W rolach głównych wystąpili Humphrey Bogart, Audrey Hepburn oraz William Holden.

## Obsada
- Humphrey Bogart jako Linus Larrabee
- Audrey Hepburn jako Sabrina Fairchild
- William Holden jako David Larrabee
- John Williams jako Thomas Fairchild, ojciec Sabriny
- Walter Hampden jako Oliver Larrabee, ojciec Linusa i Davida
- Nella Walker jako Maude Larrabee, matka Linusa i Davida
- Martha Hyer jako Elizabeth Tyson, narzeczona Davida
- Marcel Dalio jako baron St. Fontanel
- Marcel Hillaire jako profesor, instruktor kulinarny Sabriny
- Ellen Corby jako panna McCardle, sekretarka Linusa
- Francis X. Bushman jako pan Tyson, ojciec Elizabeth
- Joan Vohs jako Gretchen Van Horn
- Nancy Kulp jako Jenny, służąca (niewymieniona w czołówce)
- Raymond Bailey jako członek zarządu (niewymieniony w czołówce)
- Emory Parnell jako Charles, lokaj (niewymieniony w czołówce)

## Nagrody
Zwycięstwo:
- Oscar za najlepsze kostiumy – Edith Head

Nominacje:
- Oscar za najlepszą reżyserię – Billy Wilder
- Oscar dla najlepszej aktorki pierwszoplanowej – Audrey Hepburn
- Oscar za najlepszą scenografię – Hal Pereira, Walter Tyler, Sam Comer, Ray Moyer
- Oscar za najlepsze zdjęcia – Charles Lang Jr.

## Remaki
- W 1994 roku nakręcono bollywódzką wersję filmu pt. Yeh Dillagi.
- W 1995 roku nakręcono remake. W rolach głównych wystąpili Harrison Ford, Julia Ormond oraz Greg Kinnear.